# Thelepus setosus
Thelepus setosus é uma espécie de anelídeo pertencente à família Terebellidae.
A autoridade científica da espécie é Quatrefages, tendo sido descrita no ano de 1866.